# FC SKA Minsk
El FC SKA Minsk fue un equipo de fútbol de Bielorrusia que alguna vez jugó en la Liga Soviética de Bielorrusia, la anterior primera división de fútbol en el país.

## Historia
Fue fundado en el año 1934 en la capital Minsk con el nombre DO Minsk, y tuvo varios cambios de nombre a lo largo de su historia, los cuales fueron:
- 1934-54: DO Minsk
- 1955-57: ODO Minsk (Okruzhnoy Dom Ofitserov)
- 1958-59: SKVO Minsk
- 1960-76: SKA Minsk

El club tuvo su mayor época de gloria cuando finalizó la Segunda Guerra Mundial, ya que su primer título de liga lo ganó en 1947, y después ganó otros 4 títulos de liga hasta su desaparición a inicios de 1976 a causa de problemas de patrocinadores y a la popularidad que tenían otros clubes de la capital Minsk.

## Palmarés
- Belarusian SSR League (5): 1946, 1950, 1952, 1964, 1965